# Frydolin
Frydolin – imię męskie pochodzenia germańskiego. Nosił to imię św. Frydolin.
Frydolin imieniny obchodzi 6 marca.